# Page not found
Page not found je český mediální projekt zaměřený na pomalou žurnalistiku. Používá také zkratku Page 404, kterou odkazuje na chybovou hlášku, pokud stránka neexistuje. Page not found založila dokumentaristka a publicistka Apolena Rychlíková a novinář Jakub Zelenka. Oba zastávají funkci šéfredaktorů.
Server Page not found vlastní společnost Firma na nápady s.r.o., kterou ovládá Apolena Rychlíková a Jakub Zelenka. Každý zakladatel má poloviční podíl.

## Profil
Mediální projekt Page not found má za cíl přinášet každý týden sérii dlouhých textů a reportáží. Vychází jednou týdně v takzvaném dropu, který spojuje texty a audiomediální výstupy. Drop se poté ponechá na domovské stránce bez změny celý týden, aby čtenáři měli čas celé vydání přečíst a nestresovaly je časté aktualizace stránky, kvůli které by některé texty mohly zapadnout.
Inspirací pro Page not found byl britský magazín Delayed Gratification, který patří mezi průkopníky pomalé novinařiny a začal vycházet v Británii v roce 2011.

## Redakce
Redakci tvoří dva šéfredaktoři a zakladatelé Page not found Apolena Rychlíková a Jakub Zelenka.

### Další členové redakce:
- Táňa Zabloudilová
- Adéla Svadba
- Anna Koucká
- Josef Bouška

## Ocenění
Už za první rok fungování získala platforma Page Not Found několik ocenění a nominacích na Novinářskou cenu. Do úzkých nominacích tří nejlepších textů se dostal text Barbory Voříškové Pečuj a padni, který soutěžil v kategorii nejlepší komentář za rok 2024. Nominaci ale neproměnil.
Další dvě nominace získal investigativní text Jakuba Zelenky s titulkem "Sundáme vám HDP o několik bodů." Zjistili jsme, jak Čína vydírala Českou republiku a jak úředníci ochránili národní zájmy Zemanovi, Babišovi a Hamáčkovi navzdory. Ten byl v úzkém výběru v kategorii Analyticko-investigativní žurnalistika a také ve speciální ceně veřejnosti. Text nakonec proměnil pouze v kategorii Cena veřejnosti.